# Здание Азовско-Донского банка (Грозный)
Здание Азовско-Донского банка («Дворец дожей») в Грозном было построено в 1914 году. Располагалось в центре города, на углу проспектов Революции и Орджоникидзе.

## Описание

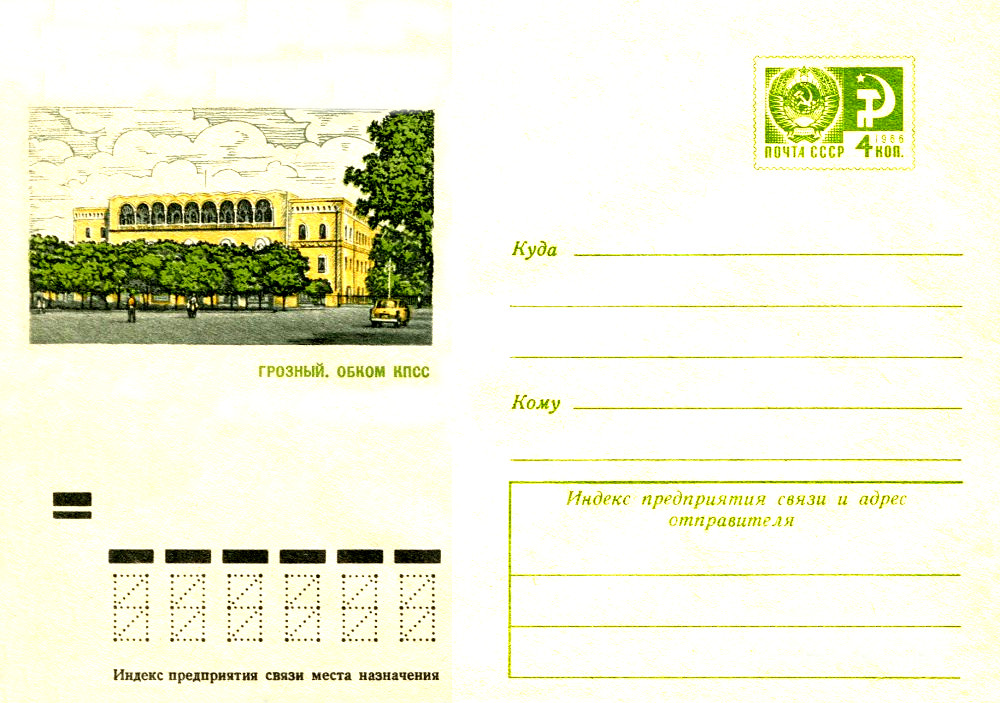
Грозный. Обком КПСС. Конверт СССР 1966 года.

Азовско-Донской банк был основан в 1871 году в Таганроге. Основными владельцами банка долгое время оставались братья Яков и Самуил Поляковы. Банк быстро развивался и к концу 1890-х годов входил в пятёрку крупнейших банков страны. Филиалы банка создавались по всей стране.
В 1914 году здание для такого филиала было построено и в Грозном (в советское время улицы, на пересечении которых было размещено здание, назывались проспект имени Серго Орджоникидзе и проспект Революции). Первоначально здание имело два этажа. После Октябрьской революции в здании разместились библиотека и небольшие магазинчики. В 1938 году во время реконструкции на здании был надстроен третий этаж. Впоследствии в здании вплоть до 1980-х годов размещался Чечено-Ингушский обком КПСС. После провозглашения независимости Чечни Чечено-Ингушский краеведческий музей и музей изобразительных искусств были объединены в Национальный музей Чеченской Республики и размещены в здании бывшего обкома.
Здание было построено в готическом архитектурном стиле, наподобие Дворца дожей в Венеции.
В СССР в 1963, 1966 и 1974 годах были выпущены художественные маркированные конверты с изображениями здания.
Здание было разрушено в ходе боёв Первой чеченской войны.